# Lac Falcon
Le lac Falcon est localisé à une vingtaine de kilomètres au nord-ouest du lac des Bois dans le parc provincial du Whiteshell de la province canadienne du Manitoba. Le lac est situé à une distance d'environ une centaine de kilomètres à l'Est de Winnipeg.
Le lac Falcon s'étend sur une longueur d'une dizaine de kilomètres et sur une largeur passant de 1 à 2 de kilomètres de large. 
Le lac doit son nom au poète métis d'origine franco-manitobaine, Pierre Falcon (1793-1876).
Le lac a donné son nom à la série télévisée canadienne Falcon Beach.
Le 19 mai 1967, un promeneur a été sérieusement brûlé lors de ce qu’il a prétendu être une rencontre avec un OVNI aux abords du lac Falcon. Ce témoignage, sujet à caution, fut dénommé l'incident du lac Falcon.